# Blake Clark
Blake Clark (n. 2 februarie 1946, Georgia, SUA) este un actor american de film și televiziune.

## Filmografie

### Film
| An   | Titlu                                           | Rol                       | Note |
| ---- | ----------------------------------------------- | ------------------------- | ---- |
| 1985 | Libertinii' (St. Elmo's Fire)'                  | Wally                     |      |
| 1989 | Tot secretul e sosul (Fast Food)                | E.G. McCormick            |      |
| 1989 | Wired                                           | Dusty Jenkins             |      |
| 1989 | Johnny Băiat Frumos                             | Șerif Monte               |      |
| 1991 | Shakes the Clown                                | Stenchy the Clown         |      |
| 1991 | Vântul deșertului (The Dark Wind)               | Ben Gaines                |      |
| 1992 | Singur printre femei (Ladybugs)                 | Coach Bull                |      |
| 1992 | Elixirul dragostei                              | Motorcycle Cop            |      |
| 1992 | Jucării                                         | Hagenstern                |      |
| 1993 | Instinct fatal (Fatal Instinct)                 | Milo Crumley              |      |
| 1994 | Masca                                           | Murray                    |      |
| 1996 | Alone in the Woods                              | Sarge                     |      |
| 1997 | Ce-am avut și ce-am pierdut (Nothing to Lose)   | Gas Station Cashier       |      |
| 1998 | Băiatul cu apă rece (The Waterboy)              | Farmer Fran               |      |
| 1998 | Tycus, cometa ucigașă                           | Commander Scott           |      |
| 1999 | Valerie Flake                                   | Uncle Jack                |      |
| 2000 | Situație critică                                | Sheriff Borden            |      |
| 2000 | În ape tulburi                                  | Wayne                     |      |
| 2000 | Pâine și trandafiri                             | Mr. Griffin               |      |
| 2000 | Copiii Iadului (Little Nicky)                   | Jimmy the Demon           |      |
| 2000 | Donut Men                                       | Mr. Cellphone             |      |
| 2001 | Aventurile lui Joe Dirt (Joe Dirt)              | Farmer Fran (Cameo)       |      |
| 2001 | Corky Romano                                    | Security Guard            |      |
| 2002 | Back by Midnight                                | Farmer                    |      |
| 2002 | Domnul Deeds – Moștenitor fără voie (Mr. Deeds) | Buddy Ward                |      |
| 2002 | Un Crăciun de pomină (Eight Crazy Nights)       | Radio Shack Walkie-Talkie | Voce |
| 2003 | BachelorMan                                     | Veteran Sportscaster      |      |
| 2003 | Dragostea costă! (Intolerable Cruelty)          | Convention Secretary      |      |
| 2004 | Mereu la prima întâlnire (50 First Dates)       | Marlin Whitmore           |      |
| 2004 | Cum scăpăm de Coana Mare? (The Ladykillers)     | Football Coach            |      |
| 2006 | Rezerve de lux (The Benchwarmers)               | Umpire                    |      |
| 2006 | I'm Reed Fish                                   | Irv                       |      |
| 2006 | Car Babes                                       | Big Len Davis             |      |
| 2007 | I Now Pronounce You Chuck & Larry               | Crazy Homeless Man        |      |
| 2008 | Strange Wilderness                              | Dick                      |      |
| 2008 | Leatherheads                                    | Chicago Referee           |      |
| 2008 | Wieners                                         | Mr. Applebaum             |      |
| 2008 | Get Smart                                       | General                   |      |
| 2008 | Bedtime Stories                                 | Biker                     |      |
| 2009 | American Cowslip                                | Grimes                    |      |
| 2010 | The Last Godfather                              | Captain O'Brian           |      |
| 2010 | Povestea jucăriilor 3                           | Slinky Dog                | Voce |
| 2010 | Grown Ups                                       | Bobby "Buzzer" Ferdinando |      |
| 2011 | Rango                                           | Buford                    | Voce |
| 2011 | Son of Mourning                                 | Olde Fisherman            |      |
| 2011 | Hawaiian Vacation                               | Slinky Dog                | Voce |
| 2012 | That's My Boy                                   | Gerald Martin             |      |
| 2013 | Highland Park                                   | Hal                       |      |
| 2015 | The Ridiculous 6                                | Gulch Sheriff             |      |
| 2019 | Povestea jucăriilor 4                           | Slinky Dog                | Voce |
| 2019 | Între două ferigi: Filmul                       | Earl Canderton            |      |
| 2020 | Hubie Halloween                                 | Tayback the Cook          |      |

### Televiziune
| An        | Titlu                                      | Rol                                                      | Note                                  |
| --------- | ------------------------------------------ | -------------------------------------------------------- | ------------------------------------- |
| 1981      | The Greatest American Hero                 | Sergeant / Policeman                                     |                                       |
| 1982      | Tucker's Witch                             |                                                          |                                       |
| 1982–1989 | Remington Steele                           | Frede                                                    |                                       |
| 1983      | M*A*S*H                                    | 2nd M.P.                                                 | Episode: "Goodbye, Farewell and Amen" |
| 1984      | Hot Flashes                                | Al                                                       |                                       |
| 1985      | Apt. 2C                                    | Toki                                                     |                                       |
| 1985      | Moonlighting                               | Newsstand Man                                            |                                       |
| 1985–1986 | Newhart                                    | Roby                                                     |                                       |
| 1986      | Long Time Gone                             | Bartender                                                |                                       |
| 1986      | The Facts of Life                          |                                                          |                                       |
| 1987      | Gimme a Break!                             | B.J. O'Brien                                             |                                       |
| 1987–1988 | Women in Prison                            | Assistant Warden Clint Rafferty                          |                                       |
| 1987–1988 | It's Garry Shandling's Show                | Blake Cumbers / Flashback Booth Repairman / Capt. Gordon |                                       |
| 1991      | Midnight Caller                            | Nelson Briles                                            |                                       |
| 1991      | Who's the Boss?                            | Hoyt                                                     |                                       |
| 1991      | Designing Women                            | Skip Jackson                                             |                                       |
| 1992      | Grave Secrets: The Legacy of Hilltop Drive | W.D. Marshall                                            |                                       |
| 1993      | Roseanne                                   | Vic                                                      |                                       |
| 1993–1994 | Grace Under Fire                           | Gil Kelly / Jimmy                                        |                                       |
| 1994      | Comedy: Coast to Coast                     |                                                          |                                       |
| 1994      | Thea                                       | Roy Bennett                                              |                                       |
| 1994      | Tales from the Crypt                       | Jerry                                                    |                                       |
| 1994–1999 | Home Improvement                           | Harry                                                    |                                       |
| 1995      | The Drew Carey Show                        | Jules Lambermont                                         |                                       |
| 1995–2000 | Boy Meets World                            | Chet Hunter                                              |                                       |
| 1996      | Coach                                      | Buffalo Billy                                            |                                       |
| 1997      | Murphy Brown                               | Secret Service Agent                                     |                                       |
| 1998      | Arliss                                     | Mr. Griff                                                |                                       |
| 1998      | Smart Guy                                  | Mr. Petrasek                                             |                                       |
| 1999–2000 | The Jamie Foxx Show                        | Bob Nelson / Bob                                         |                                       |
| 2000      | Unsolved Mysteries                         |                                                          |                                       |
| 2001      | Sabrina, the Teenage Witch                 | Phil the Dog                                             | Voice                                 |
| 2002      | The New Woody Woodpecker Show              | Sgt. Hogwash                                             | Voice; 7 Episodes                     |
| 2003      | Lucky                                      |                                                          |                                       |
| 2003      | Lost at Home                               | Ralphie / Hot Dog Vendor                                 |                                       |
| 2004      | Cold Case                                  | Tom Jaden                                                |                                       |
| 2005      | Todd's Coma                                | Trina's Father                                           |                                       |
| 2005      | My Name Is Earl                            | Buzz Darville                                            |                                       |
| 2006      | Everybody Hates Chris                      | Russo                                                    |                                       |
| 2010      | Good Luck Charlie                          | Mel                                                      |                                       |
| 2010      | Community                                  | Coach Herbert Bogner                                     |                                       |
| 2011–2012 | Fish Hooks                                 | Chief                                                    | Voice                                 |
| 2014      | Wander Over Yonder                         | Additional voices                                        | Voce                                  |
| 2015      | Girl Meets World                           | Chet Hunter                                              |                                       |
| 2016      | Harvey Beaks                               | Roland                                                   | Voce                                  |
| 2016      | Last Man Standing                          | Clark                                                    |                                       |
| 2017      | Little Mouse on the Prairie                |                                                          |                                       |
| 2017–2019 | SMILF                                      | Joe                                                      |                                       |
| 2021-2022 | United States of Al                        | Wayne                                                    |                                       |

### Jocuri video
| An   | Titlu                                 | Rol        | Note |
| ---- | ------------------------------------- | ---------- | ---- |
| 2010 | Toy Story 3: The Video Game           | Slinky Dog | Voce |
| 2011 | Rango                                 | Buford     | Voce |
| 2012 | Kinect Rush: A Disney-Pixar Adventure | Slinky Dog | Voce |
| 2013 | Disney Infinity                       | Slinky Dog | Voce |

### Parcuri tematice
| An   | Titlu           | Rol        | Note |
| ---- | --------------- | ---------- | ---- |
| 2018 | Slinky Dog Dash | Slinky Dog | Voce |